# Gang de North Side
Le Gang de North Side (en anglais : North Side Gang ; aussi connu comme the Northsiders et aussi the North Side Mob), était l'organisation criminelle irlando-américaine (une branche de la mafia irlandaise) la plus importante de Chicago durant la période de la Prohibition, du début à la fin des années 1920. L'empire s'étendait sur les quartiers nord (North Side) de la ville de Chicago. Elle était la principale adversaire de l'organisation mafieuse de Johnny Torrio et Al Capone, plus tard connue comme l'Outfit de Chicago (une branche de la mafia américaine).

## Membres
- Dean O'Banion : Chef du Gang de North Side
- George Bugs Moran : Chef du Gang de North Side
- Hymie Weiss : Chef du Gang de North Side
- Frank Gusenberg
- Peter Gusenberg
- Adam Frank Heyer
- Albert Kachellek
- John May
- Reinhart Schwimmer